# فورست‌هیل (کالیفرنیا)
فورست‌هیل (به انگلیسی: Foresthill) یک منطقهٔ مسکونی در ایالات متحده آمریکا است که در شهرستان پلاسر، کالیفرنیا واقع شده‌است. فورست‌هیل ۲۸٫۹۷۷ کیلومتر مربع مساحت و ۱٬۴۸۳ نفر جمعیت دارد و ۹۸۴ متر بالاتر از سطح دریا واقع شده‌است.